# Пугачёв, Семён Андреевич
 Семён Андре́евич Пугачёв (13 (25) февраля 1889 — 23 марта 1943) — советский военачальник, участник Гражданской войны. Комкор (1935).

## Биография
Родился в 1889 году в Рязани в семье учителя 2-й мужской гимназии Андрея Гавриловича Пугачёва. Мать умерла при родах Семёна. Окончил 2-ю Рязанскую мужскую гимназию в 1906 году с золотой медалью.
На военной службе в Русской императорской армии с 10 (23) июля 1906. Окончил в 1908 году Алексеевское военное училище в Москве. В 1908 году служил в 219-м Юхновском пехотном резервном полку (полк стоял в г. Моршанск), позже переведён в 137-й пехотный Нежинский полк. Окончил в 1914 году Императорскую Николаевскую военную академию по 1-му разряду. Служил в штабе Иркутского военного округа.
С марта 1915 года участвовал в Первой мировой войне: старший адъютант штаба 6-го Сибирского армейского корпуса, в 1916 году — штаб-офицер для поручений штаба этого корпуса, с июля 1917 года — исполняющие должность помощника начальника отдела управления генерал-квартирмейстера штаба Главнокомандующего армиями Северного фронта. После Октябрьской революции состоял консультантом при штабе фронта, в марте 1918 года демобилизован.

### Служба в Красной армии
Находился в Пскове, был включен в состав Псковского Совета рабочих и солдатских депутатов.
В апреле 1918 года добровольно вступил в Красную армию. Служил в штабе Уральского военного округа, выполнял особые поручения командования, затем был начальником отдела формирования и исполнял должность начальника штаба округа. С апреля 1919 года — начальник оперативного отдела штаба 2-й армии Восточного фронта, воевал против войск адмирала А. В. Колчака. С сентября 1919 года — начальник оперативного управления Особой группы Южного фронта, с октября 1919 года начальник оперативного управления Юго-Восточного фронта, а с января 1920 года — Кавказского фронта. С марта 1920 по май 1921 года — начальник штаба Кавказского фронта. В его задачу входило руководство разработкой оперативных планов по разгрому белых армий на Северном Кавказе.
C июня 1921 года — начальник штаба Отдельной Кавказской армии (в январе-феврале 1922 года временно исполнял должность командующего армией), и одновременно с июля 1922 года — помощник наркомвоенмора Закавказской Социалистической Федеративной Советской Республики.
С августа 1923 по апрель 1924 года — командующий войсками Туркестанского фронта. Под его руководством осуществлялись активные операции против басмачей на территориях Бухарской и Хорезмской республик. С мая 1924 года командовал Кавказской Краснознамённой армией. В 1924 году участвовал в подавлении меньшевистского восстания в Грузии.
В феврале 1925 — сентябре 1928 годов — заместитель начальника Штаба РККА. С. А. Пугачёва отличала высокая штабная культура. Являлся одним из активных участников и соратником М. В. Фрунзе по проводимой в СССР в 1924—1925 годах военной реформе. В 1927—1928 годах — военный консультант в составе советской делегации на подготовительной комиссии по подготовке Женевской конференции по сокращению вооружений.
С декабря 1928 — помощник командующего войсками и начальник штаба Украинского военного округа. Был арестован по делу «Весна» в ночь с 28 февраля на 1 марта 1931 года, виновным себя признал в ночь с 11 на 12 марта 1931 года. Тем не менее, на очной ставке с Бежановым, проведённой на следующий день в присутствии Сталина, Молотова, Ворошилова и Серго Орджоникидзе, от данных ранее показаний отказался. В тот же день был освобождён.
С марта 1931 года — начальник штаба Среднеазиатского военного округа. С сентября 1932 года — начальник Военно-транспортной академии РККА.
В 1934 году по рекомендации Орджоникидзе и Кирова вступил в ВКП(б).
Во время «Большого террора» в 1937 году исключён из ВКП(б) «за связь с врагами народа». Позже снят с должности и уволен из РККА по политическому недоверию. 10 октября 1938 года арестован. 26 октября 1939 года осужден Военной коллегией Верховного суда СССР по обвинению в участии в военном заговоре и приговорён к 15 годам лишения свободы с поражением в политических правах на 5 лет, лишением воинского звания комкор и с конфискацией имущества. Отбывал срок в Северо-Уральском ИТЛ. Неоднократно писал письма Сталину с просьбой о пересмотре дела.
Умер в ИТЛ города Тавда Свердловской области 23 марта 1943 года.
30 июня 1956 года был посмертно реабилитирован определением Военной коллегии Верховного суда СССР.

## Семья
- Жена - Лариса Дмитриевна

- Сыновья - Владимир (1911), Николай (1915), Дмитрий (1930);
- Дочери - Лидия (1913) Наталья (1936).

## Награды
- Орден Красного Знамени (9.06.1921)
- Орден Красного Знамени Азербайджанской ССР (04.04.1925)[7]
- орден Красного Знамени Хорезмской Народной Советской Республики (НСР, 2.02.1925)
- орден Красной Звезды 1-й степени Бухарской Народной Советской Республики (НСР, 2.02.1925)[8].
- Орден Св. Станислава 3-й степени (ВП 8.05.1914)
- Орден Св. Анны 4-й степени с надписью «За храбрость» (ВП 4.04.1915)
- Орден Св. Станислава 2-й степени с мечами (ВП 6.06.1915)
- Орден Св. Анны 3-й степени с мечами и бантом (ВП 14.10.1915)
- Орден Св. Анны 2-й степени с мечами (ПАФ 7.03.1917)

## Воинские чины и звания
- Подпоручик (ст. 15.06.1908)
- Поручик (ст. 14.06.1911)
- Штабс-капитан (ст. 14.06.1915)
- Капитан (пр. 15.08.1916; ст. 14.06.1915)
- Комкор (20.11.1935)